# Polygala ariadnae
Polygala ariadnae är en jungfrulinsväxtart som beskrevs av L. Bernardi. Polygala ariadnae ingår i släktet jungfrulinssläktet, och familjen jungfrulinsväxter. Inga underarter finns listade i Catalogue of Life.